# Cleveland (condado de Chippewa, Wisconsin)
Cleveland es un pueblo ubicado en el condado de Chippewa en el estado estadounidense de Wisconsin. En el Censo de 2010 tenía una población de 864 habitantes y una densidad poblacional de 5,93 personas por km².

## Geografía
Cleveland se encuentra ubicado en las coordenadas 45°9′41″N 91°16′34″O / 45.16139, -91.27611. Según la Oficina del Censo de los Estados Unidos, Cleveland tiene una superficie total de 145.8 km², de la cual 139.84 km² corresponden a tierra firme y (4.08%) 5.95 km² es agua.

## Demografía
Según el censo de 2010, había 864 personas residiendo en Cleveland. La densidad de población era de 5,93 hab./km². De los 864 habitantes, Cleveland estaba compuesto por el 98.03% blancos, el 0.93% eran afroamericanos, el 0.23% eran amerindios, el 0.12% eran asiáticos, el 0% eran isleños del Pacífico, el 0% eran de otras razas y el 0.69% pertenecían a dos o más razas. Del total de la población el 1.04% eran hispanos o latinos de cualquier raza.